# Philoctetes (geslacht)
Philoctetes is een geslacht van vliesvleugelige insecten van de familie Goudwespen (Chrysididae).

## Soorten
- P. abeillei Du Buysson, 1892
- P. bidentulus (Lepeletier, 1806)
- P. bogdanovii (Radoszkowski, 1877)
- P. caudatus (Abeille de Perrin, 1878)
- P. chobauti Du Buysson, 1896
- P. dusmeti Trautmann, 1926
- P. friesei (Mocsáry, 1889)
- P. helveticus (Linsenmaier, 1959)
- P. horvathi (Mocsary, 1889)
- P. kuznetzovi (Semenov, 1932)
- P. micans (Klug, 1835)
- P. omaloides Du Buysson, 1888
- P. parvulus (Dahlbom, 1854)
- P. perraudini (Linsenmaier, 1968)
- P. pici (Du Buysson, 1900)
- P. punctulatus (Dahlbom, 1854)
- P. putoni (Du Buysson, 1892)
- P. sareptanus (Mocsáry, 1889)
- P. sculpticollis (Abeille de Perrin, 1878)
- P. tenerifensis (Linsenmaier, 1959)
- P. truncatus (Dahlbom, 1831)
- P. wolfi (Linsenmaier, 1959)